# 합천 해인사 학사대 전나무
합천 해인사 학사대 전나무(陜川 海印寺 學士臺 전나무)는 경상남도 합천군 가야면 해인사에 있는 전나무이다. 1998년 11월 13일 경상남도의 기념물 제215호로 지정, 2012년 11월 13일 대한민국의 천연기념물 제541호로 지정되었으나, 2019년 태풍 링링의 피해로 인한 생물학적 가치 상실로 문화재로서의 지정가치를 상실하여 2020년 2월 3일 문화재 지정을 해제하였다.

## 개요
합천 해인사 학사대 전나무는 신라 말기 대학자이자 문장가인 최치원과 관련된 문헌기록(《동국여지승람》(東國輿地勝覽) 등)과 전설이 전해지고 있으며, 1757년경 후계목을 식재한 기록(《백불암집》(百弗庵集))도 남아 있어서 역사적·문화적 가치가 인정된다.
나무의 굵기나 높이에 있어서도 보기 드문 전나무로 수령이 250년 정도로 추정(지정일 기준)되는 노거수이다. 기 지정된 천연기념물 제495호 진안 천황사 전나무와 비슷한 크기로 수목 규모와 역사성이 우수하다.

## 참고 자료
- 합천 해인사 학사대 전나무 - 국가유산청 국가유산포털